# 張華奎
張華奎（？—？），安徽廬州府合肥縣人，清朝政治人物。張樹聲之子。

## 生平
光緒十五年（1889年）己丑科三甲第一百六名進士。同年五月授四川川東道。